# Campionati italiani primaverili di nuoto 2022
I 68° Campionati italiani primaverili di nuoto (nome ufficiale, per ragioni di sponsorizzazione, Assoluti Primaverili UnipolSai) si sono svolti a Riccione dal 9 al 13 aprile 2022. È stata utilizzata la vasca da 50 metri.
Le gare sono state disputate in due turni (batterie e finali) ad eccezione di 800 e 1500 stile libero e delle staffette, che si sono disputate in serie.

## Calendario
| Data           | Ora   | Evento                                |
| -------------- | ----- | ------------------------------------- |
| 9 aprile 2022  | 10:00 | Batterie 50 m dorso maschili          |
| 9 aprile 2022  | 10:09 | Serie 800 m stile libero femminili    |
| 9 aprile 2022  | 10:31 | Batterie 400 m stile libero maschili  |
| 9 aprile 2022  | 10:56 | Batterie 100 m rana femminili         |
| 9 aprile 2022  | 11:11 | Batterie 200 m farfalla maschili      |
| 9 aprile 2022  | 11:24 | Batterie 400 m misti femminili        |
| 9 aprile 2022  | 11:52 | Batterie 50 m stile libero maschili   |
| 9 aprile 2022  | 16:00 | Finale 50 m dorso maschili            |
| 9 aprile 2022  | 16:38 | Serie 800 m stile libero femminili    |
| 9 aprile 2022  | 16:50 | Finali 400 m stile libero maschili    |
| 9 aprile 2022  | 17:08 | Finali 100 m rana femminili           |
| 9 aprile 2022  | 17:20 | Finali 200 m farfalla maschili        |
| 9 aprile 2022  | 17:42 | Finale 400 m misti femminili          |
| 9 aprile 2022  | 18:05 | Finali 50 m stile libero maschili     |
| 9 aprile 2022  | 18:24 | Serie 4x100 m stile libero femminili  |
| 10 aprile 2022 | 10:00 | Batterie 50 m dorso femminili         |
| 10 aprile 2022 | 10:10 | Batterie 50 m farfalla maschili       |
| 10 aprile 2022 | 10:18 | Batterie 100 m farfalla femminili     |
| 10 aprile 2022 | 10:32 | Batterie 100 m dorso maschili         |
| 10 aprile 2022 | 10:45 | Batterie 200 m rana femminili         |
| 10 aprile 2022 | 11:02 | Batterie 100 m rana maschili          |
| 10 aprile 2022 | 11:15 | Batterie 200 m stile libero femminili |
| 10 aprile 2022 | 16:30 | Finali 50 m dorso femminili           |
| 10 aprile 2022 | 16:38 | Finali 50 m farfalla maschili         |
| 10 aprile 2022 | 16:46 | Finali 100 m farfalla femminili       |
| 10 aprile 2022 | 16:58 | Finali 100 m dorso maschili           |
| 10 aprile 2022 | 17:10 | Finali 200 m rana femminili           |
| 10 aprile 2022 | 17:39 | Finali 100 m rana maschili            |
| 10 aprile 2022 | 17:51 | Finali 200 m stile libero femminili   |
| 10 aprile 2022 | 18:20 | Serie 4x200 m stile libero maschili   |
| 11 aprile 2022 | 10:00 | Serie 800 m stile libero maschili     |
| 11 aprile 2022 | 10:10 | Batterie 200 m misti femminili        |
| 11 aprile 2022 | 10:25 | Batterie 200 m misti maschili         |
| 11 aprile 2022 | 10:45 | Batterie 100 m stile libero femminili |
| 11 aprile 2022 | 11:00 | Batterie 200 m stile libero maschili  |
| 11 aprile 2022 | 11:12 | Serie 1500 m stile libero femminili   |
| 11 aprile 2022 | 17:00 | Serie 800 m stile libero maschili     |
| 11 aprile 2022 | 17:10 | Finali 200 m misti femminili          |
| 11 aprile 2022 | 17:22 | Finali 200 m misti maschili           |
| 11 aprile 2022 | 17:34 | Finali 100 m stile libero femminili   |
| 11 aprile 2022 | 17:44 | Finali 100 m stile libero maschili    |
| 11 aprile 2022 | 17:54 | Serie 1500 m stile libero femminili   |
| 11 aprile 2022 | 18:36 | Serie 4x100 m misti maschili          |
| 11 aprile 2022 | 18:48 | Serie 4x100 m misti femminili         |
| 12 aprile 2022 | 10:00 | Batterie 100 m farfalla maschili      |
| 12 aprile 2022 | 10:16 | Batterie 100 m dorso femminili        |
| 12 aprile 2022 | 10:31 | Batterie 200 m dorso maschili         |
| 12 aprile 2022 | 10:51 | Batterie 200 m farfalla femminili     |
| 12 aprile 2022 | 11:06 | Batterie 200 m rana maschili          |
| 12 aprile 2022 | 11:24 | Batterie 50 m stile libero femminili  |
| 12 aprile 2022 | 11:36 | Batterie 200 m stile libero maschili  |
| 12 aprile 2022 | 17:00 | Finali 100 m farfalla maschili        |
| 12 aprile 2022 | 17:10 | Finali 100 m dorso femminili          |
| 12 aprile 2022 | 17:20 | Finali 200 m dorso maschili           |
| 12 aprile 2022 | 17:32 | Finali 200 m farfalla femminili       |
| 12 aprile 2022 | 17:45 | Finali 200 m rana maschili            |
| 12 aprile 2022 | 17:58 | Finali 50 m stile libero femminili    |
| 12 aprile 2022 | 18:06 | Finali 200 m stile libero maschili    |
| 12 aprile 2022 | 18:45 | Serie 4x200 m stile libero femminili  |
| 13 aprile 2022 | 10:00 | Batterie 50 m rana femminili          |
| 13 aprile 2022 | 10:07 | Batterie 50 m rana maschili           |
| 13 aprile 2022 | 10:17 | Batterie 400 m stile libero femminili |
| 13 aprile 2022 | 10:39 | Batterie 400 m misti maschili         |
| 13 aprile 2022 | 10:56 | Batterie 200 m dorso femminili        |
| 13 aprile 2022 | 11:16 | Serie 1500 m stile libero maschili    |
| 13 aprile 2022 | 11:52 | Batterie 50 m farfalla femminili      |
| 13 aprile 2022 | 17:00 | Finali 50 m rana femminili            |
| 13 aprile 2022 | 17:08 | Finali 50 m rana maschili             |
| 13 aprile 2022 | 17:16 | Finali 400 m stile libero femminili   |
| 13 aprile 2022 | 17:34 | Finali 400 m misti maschili           |
| 13 aprile 2022 | 17:46 | Finali 200 m dorso femminili          |
| 13 aprile 2022 | 17:58 | Serie 1500 m stile libero maschili    |
| 13 aprile 2022 | 18:17 | Finali 50 m farfalla femminili        |
| 13 aprile 2022 | 18:24 | Serie 4x100 m stile libero maschili   |

## Podi

### Uomini
| Evento               | Oro                                                                                                 | Tempo                                   | Argento                                                                                            | Tempo                                   | Bronzo                                                                                       | Tempo                                   |
| Stile libero         | |                                         | |                                         |                                                                                              |                                         |
| 50 m                 | Luca Dotto                                                                                          | 21"86                                   | Leonardo Deplano                                                                                   | 21"87                                   | Lorenzo Zazzeri                                                                              | 22"04                                   |
| 100 m                | Alessandro Miressi                                                                                  | 47"88                                   | Lorenzo Zazzeri                                                                                    | 48"45                                   | Manuel Frigo                                                                                 | 48"50                                   |
| 200 m                | Marco De Tullio                                                                                     | 1'46"29                                 | Gabriele Detti                                                                                     | 1'47"50                                 | Stefano Di Cola                                                                              | 1'47"55                                 |
| 400 m                | Marco De Tullio                                                                                     | 3'44"47                                 | Lorenzo Galossi                                                                                    | 3'45"93                                 | Gabriele Detti                                                                               | 3'46"12                                 |
| 800 m                | Gregorio Paltrinieri                                                                                | 7'46"01                                 | Gabriele Detti                                                                                     | 7'48"07                                 | Luca De Tullio                                                                               | 7'49"19                                 |
| 1500 m               | Gregorio Paltrinieri                                                                                | 14'44"39                                | Luca De Tullio                                                                                     | 15'00"36                                | Domenico Acerenza                                                                            | 15'00"65                                |
| Dorso                | |                                         | |                                         |                                                                                              |                                         |
| 50 m                 | Michele Lamberti                                                                                    | 24"95                                   | Thomas Ceccon                                                                                      | 24"99                                   | Simone Stefanì                                                                               | 25"07                                   |
| 100 m                | Thomas Ceccon                                                                                       | 52"99                                   | Michele Lamberti                                                                                   | 54"55                                   | Lorenzo Mora                                                                                 | 54"58                                   |
| 200 m                | Matteo Restivo                                                                                      | 1'57"56                                 | Lorenzo Mora                                                                                       | 1'57"71                                 | Jacopo Bietti                                                                                | 1'58"94                                 |
| Rana                 | |                                         | |                                         |                                                                                              |                                         |
| 50 m                 | Nicolò Martinenghi                                                                                  | 26"49                                   | Simone Cerasuolo                                                                                   | 26"85                                   | Fabio Scozzoli                                                                               | 27'20                                   |
| 100 m                | Nicolò Martinenghi                                                                                  | 58"57                                   | Simone Cerasuolo                                                                                   | 1'00"62                                 | Andrea Castello                                                                              | 1'00"71                                 |
| 200 m                | Luca Pizzini                                                                                        | 2'10"98                                 | Alessandro Fusco                                                                                   | 2'12"27                                 | Andrea Castello                                                                              | 2'12"39                                 |
| Farfalla             | |                                         | |                                         |                                                                                              |                                         |
| 50 m                 | Piero Codia                                                                                         | 23"56                                   | Lorenzo Gargani                                                                                    | 23"68                                   | Matteo Rivolta                                                                               | 23"88                                   |
| 100 m                | Piero Codia                                                                                         | 51"65                                   | Federico Burdisso                                                                                  | 52"04                                   | Matteo Rivolta                                                                               | 52"16                                   |
| 200 m                | Giacomo Carini                                                                                      | 1'55"53                                 | Alberto Razzetti                                                                                   | 1'55"79                                 | Federico Burdisso                                                                            | 1'56"16                                 |
| Misti                | |                                         | |                                         |                                                                                              |                                         |
| 200 m                | Alberto Razzetti                                                                                    | 1'58"70                                 | Lorenzo Glessi                                                                                     | 2'00"54                                 | Pier Andrea Matteazzi                                                                        | 2'00"91                                 |
| 400 m                | Alberto Razzetti                                                                                    | 4'13"83                                 | Pier Andrea Matteazzi                                                                              | 4'15"29                                 | Mattia Bondavalli                                                                            | 4'20"13                                 |
| Staffette            | |                                         | |                                         |                                                                                              |                                         |
| 4x100 m stile libero | Gruppo Sportivo Fiamme Oro Thomas Ceccon Manuel Frigo Marco Orsi Alessandro Miressi                 | 3'14"61 49"04 48"60 49"21 47"76         | Gruppo Sportivo Fiamme Gialle Roma Alessandro Bori Stefano Nicetto Giacomo Carini Michele Lamberti | 3'17"85 49"42 48"88 50"20 49"35         | Centro Sportivo Esercito Lorenzo Zazzeri Piero Codia Federico Burdisso Stefano Ballo         | 3'18"28 48"83 50"45 49"24 49"76         |
| 4x200 m stile libero | Centro Sportivo Esercito Stefano Ballo Gabriele Detti Matteo Ciampi Federico Burdisso               | 7'10"49 1'48"17 1'46"43 1'46"62 1'49"27 | Circolo Canottieri Aniene Marco De Tullio Filippo Bertoni Pietro Paolo Sarpe Lorenzo Galossi       | 7'12"38 1'46"96 1'49"10 1'49"53 1'46"79 | Gruppo Sportivo Fiamme Oro Thomas Ceccon Mattia Zuin Luca De Tullio Gregorio Paltrinieri     | 7'16"74 1'51"39 1'47"41 1'49"43 1'48"51 |
| 4x100 m misti        | Circolo Canottieri Aniene Jacopo Bietti Nicolò Martinenghi Claudio Antonino Faraci Leonardo Deplano | 3'36"08 55"61 58"23 53"59 48"65         | Gruppo Sportivo Fiamme Gialle Michele Lamberti Alessandro Fusco Alberto Razzetti Alessandro Bori   | 3'37"61 54"81 1'01"79 52"11 48"90       | Centro Sportivo Esercito Lorenzo Glessi Alessandro Pinzuti Federico Burdisso Lorenzo Zazzeri | 3'37"74 55"19 1'01"45 51"72 49"38       |

### Donne
| Evento               | Oro                                                                                                | Tempo                                   | Argento                                                                                           | Tempo                                   | Bronzo | Tempo                                   |
| Stile libero         | |                                         |                                                                                                   |                                         | |                                         |
| 50 m                 | Silvia Di Pietro                                                                                   | 25"10                                   | Chiara Tarantino                                                                                  | 25"42                                   | Viola Scotto Di Carlo                                                                                       | 25"52                                   |
| 100 m                | Silvia Di Pietro Chiara Tarantino                                                                  | 54"91                                   |                                                                                                   |                                         | Giulia Verona                                                                                               | 55"12                                   |
| 200 m                | Alice Mizzau                                                                                       | 1'59"59                                 | Alice Scarabelli                                                                                  | 1'59"93                                 | Noemi Cesarano                                                                                              | 2'00"11                                 |
| 400 m                | Simona Quadarella                                                                                  | 4'08"95                                 | Antonietta Cesarano                                                                               | 4'09"72                                 | Martina Rita Caramignoli                                                                                    | 4'09"84                                 |
| 800 m                | Simona Quadarella                                                                                  | 8'24"23                                 | Martina Rita Caramignoli                                                                          | 8'31"03                                 | Giulia Gabbrielleschi                                                                                       | 8'34"58                                 |
| 1500 m               | Simona Quadarella                                                                                  | 15'59"32                                | Martina Rita Caramignoli                                                                          | 16'08"03                                | Ginevra Taddeucci                                                                                           | 16'20"39                                |
| Dorso                | |                                         |                                                                                                   |                                         | |                                         |
| 50 m                 | Silvia Scalia                                                                                      | 27"66                                   | Margherita Panziera                                                                               | 28"22                                   | Federica Toma                                                                                               | 28"33                                   |
| 100 m                | Margherita Panziera                                                                                | 1’00”25                                 | Silvia Scalia                                                                                     | 1’00”33                                 | Federica Toma                                                                                               | 1’00”90                                 |
| 200 m                | Margherita Panziera                                                                                | 2'08"63                                 | Alessia Bianchi                                                                                   | 2'12"84                                 | Martina Cenci                                                                                               | 2'13"05                                 |
| Rana                 | |                                         |                                                                                                   |                                         | |                                         |
| 50 m                 | Benedetta Pilato                                                                                   | 29"85                                   | Arianna Castiglioni                                                                               | 30"34                                   | Lisa Angiolini                                                                                              | 31"02                                   |
| 100 m                | Benedetta Pilato                                                                                   | 1'05"70                                 | Arianna Castiglioni                                                                               | 1'06"17                                 | Lisa Angiolini                                                                                              | 1'06"82                                 |
| 200 m                | Francesca Fangio                                                                                   | 2'23"60                                 | Lisa Angiolini                                                                                    | 2'25"64                                 | Arianna Castiglioni                                                                                         | 2'27"17                                 |
| Farfalla             | |                                         |                                                                                                   |                                         | |                                         |
| 50 m                 | Silvia Di Pietro                                                                                   | 26'08"                                  | Viola Scotto Di Carlo                                                                             | 26"40                                   | Elena Di Liddo                                                                                              | 26"56                                   |
| 100 m                | Elena Di Liddo                                                                                     | 58"70                                   | Ilaria Bianchi                                                                                    | 58"81                                   | Silvia Di Pietro                                                                                            | 58"93                                   |
| 200 m                | Ilaria Cusinato                                                                                    | 2'10"36                                 | Alessia Polieri                                                                                   | 2'11"41                                 | Stefania Pirozzi                                                                                            | 2'12"57                                 |
| Misti                | |                                         |                                                                                                   |                                         | |                                         |
| 200 m                | Sara Franceschi                                                                                    | 2'11"94                                 | Anna Pirovano                                                                                     | 2'14"54                                 | Francesca Fangio                                                                                            | 2'15"45                                 |
| 400 m                | Sara Franceschi                                                                                    | 4'40"13                                 | Francesca Fresia                                                                                  | 4'44"04                                 | Carlotta Toni                                                                                               | 4'44"69                                 |
| Staffette            | |                                         |                                                                                                   |                                         | |                                         |
| 4x100 m stile libero | Centro Sportivo Carabinieri Anna Chiara Mascolo Rachele Ceracchi Paola Biagioli Silvia Di Pietro   | 3'43"20 57"02 56"10 55"77 54"31         | Gruppo Sportivo Fiamme Gialle Arianna Castiglioni Alice Mizzau Helena Biasibetti Chiara Tarantino | 3'43"37 57"04 55"44 56"10 54"79         | Gruppo Sportivo Fiamme Oro Giada Galizi Martina Cenci Margherita Panziera Stefania Pirozzi                  | 3'44"93 56"13 56"05 55"50 57"25         |
| 4x200 m stile libero | Centro Sportivo Esercito Giulia Verona Giulia Ramatelli Sofia Morini Martina De Memme              | 8'05"38 2'01"48 2'02"25 2'00"31 2'01"34 | Centro Sportivo Carabinieri Linda Caponi Anna Chiara Mascolo Paola Biagioli Rachele Ceracchi      | 8'07"50 2'00"70 2'04"51 2'01"75 2'00"54 | Circolo Canottieri Aniene Simona Quadarella Giordana Artic Valentina Procaccini Emma Virginia Menicucci     | 8'09"61 2'00"03 2'01"38 2'05"41 2'02"79 |
| 4x100 m misti        | Gruppo Sportivo Fiamme Gialle Silvia Scalia Arianna Castiglioni Helena Biasibetti Chiara Tarantino | 3'59"85 1'00"29 1'05"23 59"24 55"09     | Gruppo Sportivo Fiamme Oro Margherita Panziera Ilaria Scarcella Ilaria Cusinato Giada Galizi      | 4'02"97 1'00"20 1'08"72 58"90 55"15     | Circolo Canottieri Aniene Francesca Furfaro Benedetta Pilato Rita Maria Pignatiello Emma Virginia Menicucci | 4'05"40 1'02"70 1'06"33 1'00"81 55"56   |